# Oili Mäki
Olga (Oili) Mäki, född 10 maj 1925 i Salmis, Viborgs län, död 25 augusti 2011 i Esbo, var en finländsk textilkonstnär. 
Mäki studerade vid University of Londons bibliotek 1951 och vid Harvard University 1954. Hon var till en början bland annat bibliotekspraktikant vid Helsingfors universitetsbibliotek 1948–1953 och verksam som journalist, men efter att ha utexaminerats från Centralskolan för konstflit 1961 var hon verksam som fri konstnär. 
Mäki blev känd främst för sina färgstarka ryor och gobelänger med Kalevalamotiv. Hennes arbeten, av vilka många har ett kristet budskap (bland annat tolv altartavlor och andra sakrala textilier) finns i bland annat Gruvsta kyrka (1969), Hangö kyrka (1973) och Munksnäs kyrka (1980). Andra bildvävnader, bland annat ryor, kan beskådas i offentliga lokaler både i hemlandet, till exempel i Riksdagshuset i Helsingfors (1975) och Finlands Bank (1964–1971) samt utomlands, till exempel i Fredspalatset i Genève (1974). 
Vid sidan av sin textilkonst ägnade sig Mäki även åt måleri och monotypier. Hon framträdde vidare som lyriker och novellist och publicerade ett tiotal böcker. Hon tilldelades Pro Finlandia-medaljen 1973 och professors titel 1978. Ett museum för hennes konst invigdes i Esbo 1983.